# أندري كليموف
أندري كليموف (بالروسية: Климов, Андрей Александрович) مواليد 26 يوليو 1982 في كليموفسك، روسيا، هو ملاكم محترف روسي يصنف ضمن فئة الوزن الخفيف.

## إحصائيات
خاض خلال مسيرته 25 نزالا، فاز في 20 ولم يتعادل وخسر في 5. فاز بالضربة القاضية في 10 نزالات.

## روابط خارجية
- أندري كليموف على موقع بوكس ريك (الإنجليزية) (registration required)